# Harry Klugmann
Pour les articles homonymes, voir Klugmann.
Harry Klugmann (né le 28 octobre 1940 à Stolp et mort le 29 juin 2023) est un cavalier allemand de concours complet.

## Carrière
Il devient champion d'Allemagne en 1971 avec Christopher Robert, un hongre de 11 ans, et obtient la qualification aux Jeux olympiques d'été de 1972. Neuvième de l'épreuve individuel, il est le meilleur Allemand. En compagnie de Lutz Goessing, Karl Schultz et Horst Karsten, il remporte la médaille de bronze par équipe. En 1979, il remporte son deuxième titre national ; il finit deuxième en 1977, 1978 et 1980. En 1978, avec Helmut Rethemeier, Otto Ammermann et Herbert Blöcker, il a la médaille d'argent au championnat du monde à Lexington. Sélectionné pour les Jeux olympiques d'été de 1980, il participe au boycott.

## Source, notes et références
1. ↑  (de) « Trauer um Harry Klugmann », sur Deutsche Reiterliche Vereinigung (consulté le 2 juillet 2023)

- (de) Cet article est partiellement ou en totalité issu de l’article de Wikipédia en allemand intitulé « Harry Klugmann » (voir la liste des auteurs).